# Trachyspina chillimookoo
Trachyspina chillimookoo là một loài nhện trong họ Trochanteriidae. Loài này phân bố ở Nam Úc.